# Maria Råstam
Elsa Maria Cecilia Råstam Bergström, ogift Råstam, född 16 september 1948 i Uppsala, är en svensk psykiater och sedan 2008 professor i barn- och ungdomspsykiatri inom medicinska fakulteten vid Lunds universitet.

## Uppväxt
Råstam är dotter till teaterdirektören Hans Råstam och tandläkaren Solveig Nilsson samt syster till journalisten Hannes Råstam.

## Utbildning och arbetsliv
Råstam disputerade 1990 vid Göteborgs universitet på en avhandling om anorexia nervosa (Anorexia Nervosa in Swedish Urban Teenagers, ISBN 91-628-0111-2) och har gett ut en rad publikationer i samarbete med bland andra Christopher Gillberg, bland annat Anorexia nervosa: bakgrundsfaktorer, utredning och behandling (tillsammans med C. och I.C. Gillberg, första upplagan 1995, ISBN 91-634-0963-1). Hon var därefter verksam vid Sahlgrenska universitetssjukhuset i Göteborg.